# Kazuki Ganaha
Kazuki Ganaha (n. 26 septembrie 1980) este un fotbalist japonez.

## Statistici
| Japonia | Japonia | Japonia |
| An      | Meciuri | Goluri  |
| ------- | ------- | ------- |
| 2006    | 6       | 3       |
| Total   | 6       | 3       |